# Красноуральськ (Біляєвський район)
Красноура́льськ (рос. Красноуральск) — село у складі Біляєвського району Оренбурзької області, Росія.

## Населення
Населення — 234 особи (2010; 297 у 2002).
Національний склад (станом на 2002 рік):
- казахи — 56 %
- росіяни — 35 %